# Paul Martin Jr.
Paul Edgar Philippe Martin (født 28. august 1938 i Windsor, Ontario i Canada) var Canadas 21. premierminister fra 2003 til 2006. 
Paul Martin overtog ledelsen af Canadas regering efter Jean Chrétien 12. december 2003. Han var leder for det canadiske liberale parti. Mellem 1993 og 2002 var han finansminister i Chrétien-regeringen. Hans parti tabte valget den 26. januar 2006, og Stephen Harper blev premierminister den 6. februar 2006.